# Batalha da Romênia

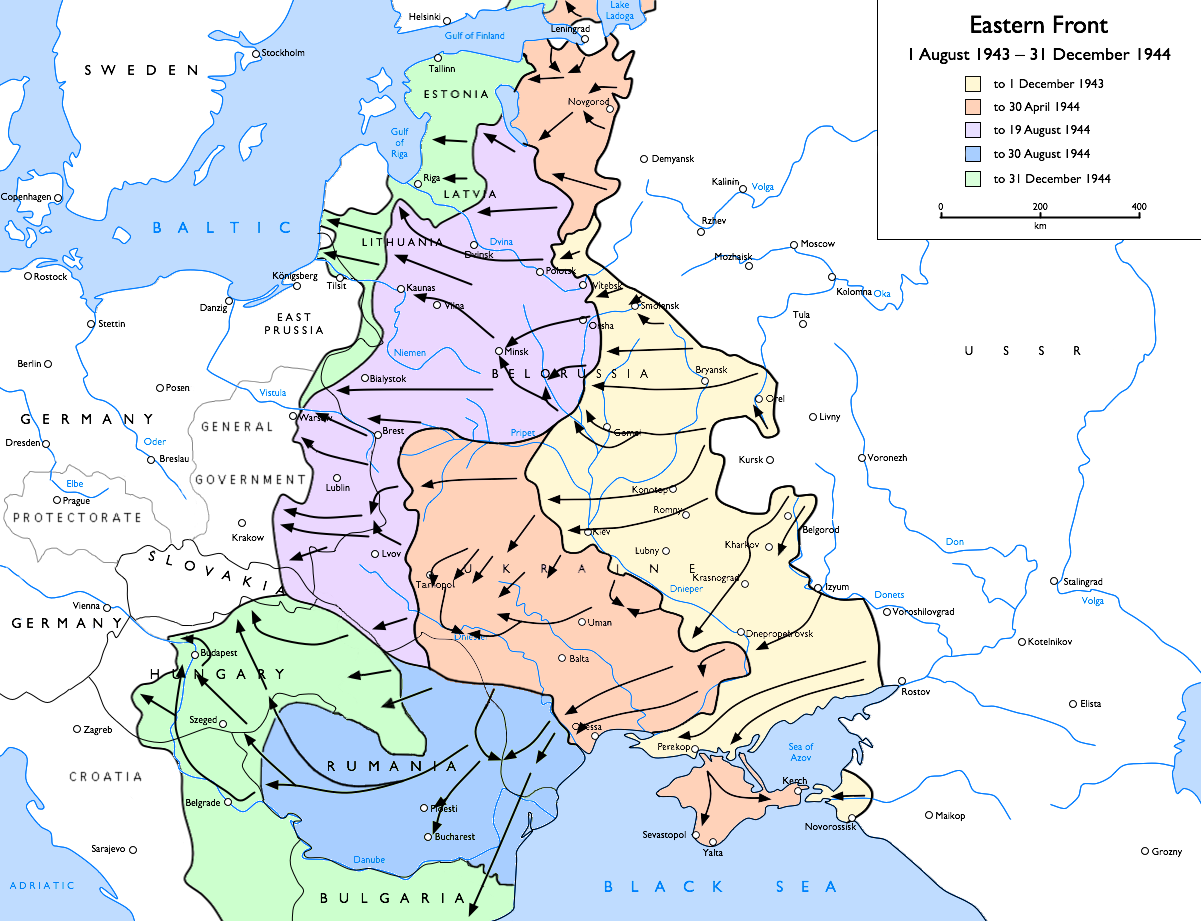
Ofensivas do Exército Vermelho em 1943-1944. A Batalha da Romênia é coberta pela área azul

A Batalha da Romênia na Segunda Guerra Mundial compreendeu várias operações dentro ou ao redor da Romênia em 1944, como parte da Frente Oriental, na qual o Exército Soviético derrotou as forças do Eixo (alemãs e romenas) na área, a Romênia mudou de lado e os soviéticos e romenos as forças levaram os alemães de volta à Hungria.
As tropas soviéticas entraram em território romeno durante a ofensiva Uman-Botoșani em março de 1944, capturando várias cidades no norte da Moldávia, incluindo Botoșani.
Segundo o historiador David Glantz, a União Soviética tentou invadir a Romênia durante a primavera de 1944, através do território da atual Moldávia. Entre 8 de abril e 6 de junho, o Exército Soviético lançou a primeira ofensiva Jassy-Kishinev, assim chamada em homenagem a duas grandes cidades Iași (Jassy) e Chișinău (Kishinev) na área. Uma série de combates militares ocorreu, com o objetivo de cortar as linhas defensivas vitais do Eixo no norte da Romênia, facilitando assim um avanço subsequente do Exército Vermelho em todos os Bálcãs.região. As forças soviéticas não conseguiram superar as defesas alemãs e romenas na região. Segundo Glantz, a operação ofensiva acabou falhando, principalmente devido ao fraco desempenho de combate das tropas soviéticas e à eficácia dos preparativos defensivos alemães.

Operações militares na Romênia, 23–31 de agosto de 1944: vermelho = Exército Vermelho Soviético; amarelo = tropas romenas; azul = Forças do eixo, linhas de frente

O grande ataque da Batalha da Romênia - a segunda ofensiva de Jassy-Kishinev, entre 20 e 29 de agosto - foi uma vitória soviética. O Sexto Exército alemão foi cercado pelo ataque soviético inicial e foi destruído pela segunda vez (a primeira vez foi na Batalha de Stalingrado).
Em 23 de agosto, o rei Miguel da Romênia liderou um golpe de estado contra o primeiro-ministro Ion Antonescu; o novo governo rendeu-se aos Aliados e declarou guerra à Alemanha. O historiador romeno Florin Constantiniu afirma que isso encurtou a Segunda Guerra Mundial na Europa em seis meses.
A frente do Eixo desmoronou. No norte, o Oitavo Exército alemão recuou para a Hungria com pesadas baixas. Em outros lugares, muitos alemães foram isolados e capturados, como a grande força de segurança e antiaérea postada no campo petrolífero de Ploiești. Outros fragmentos das forças alemãs fugiram para a Hungria o melhor que puderam, lutando contra os romenos e as forças soviéticas, que invadiram as montanhas dos Cárpatos. (Várias passagens pelas montanhas foram mantidas por tropas romenas.)
A vitória soviética na Romênia fez com que a Bulgária se retirasse do Eixo em 26 de agosto e permitiu que as forças soviéticas a invadissem em 8 de setembro.
Em 24 de setembro, quase toda a Romênia estava sob controle dos Aliados.